# Linum cariense
Linum cariense är en linväxtart som beskrevs av Pierre Edmond Boissier. Linum cariense ingår i släktet linsläktet, och familjen linväxter. Inga underarter finns listade i Catalogue of Life.

## Bildgalleri

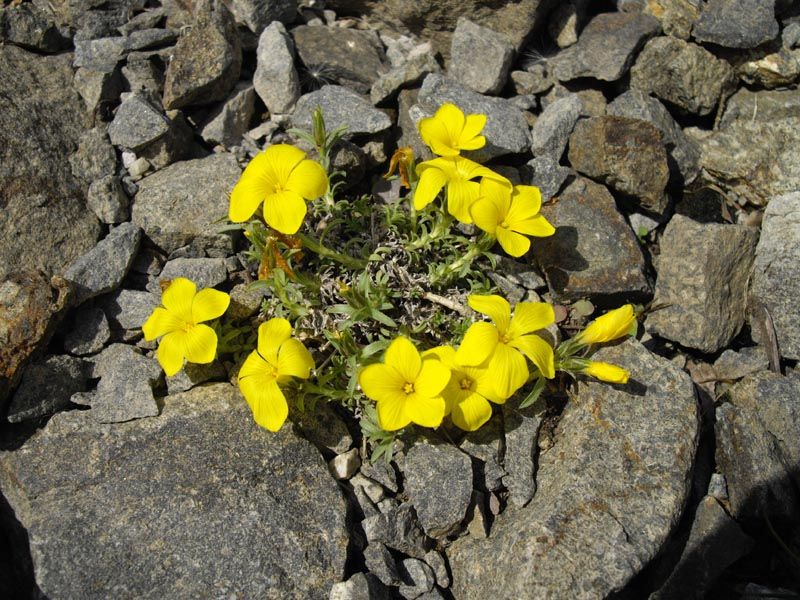
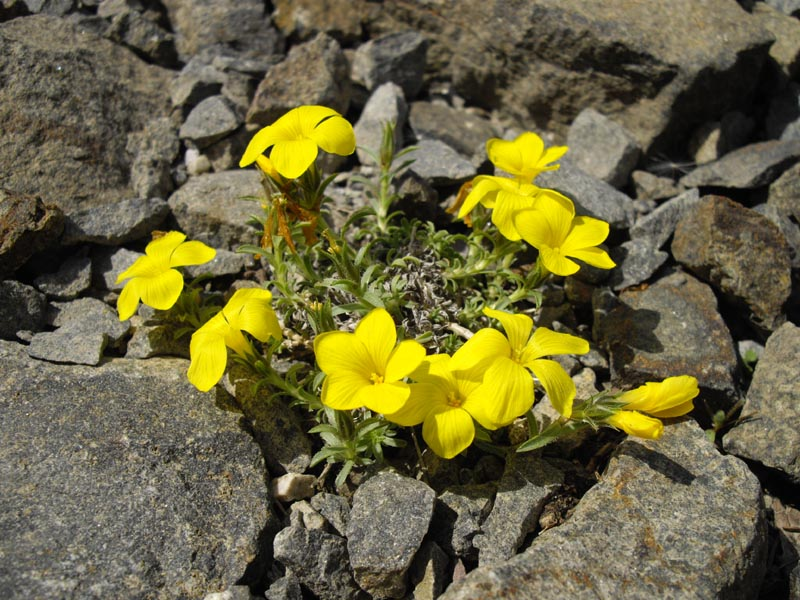
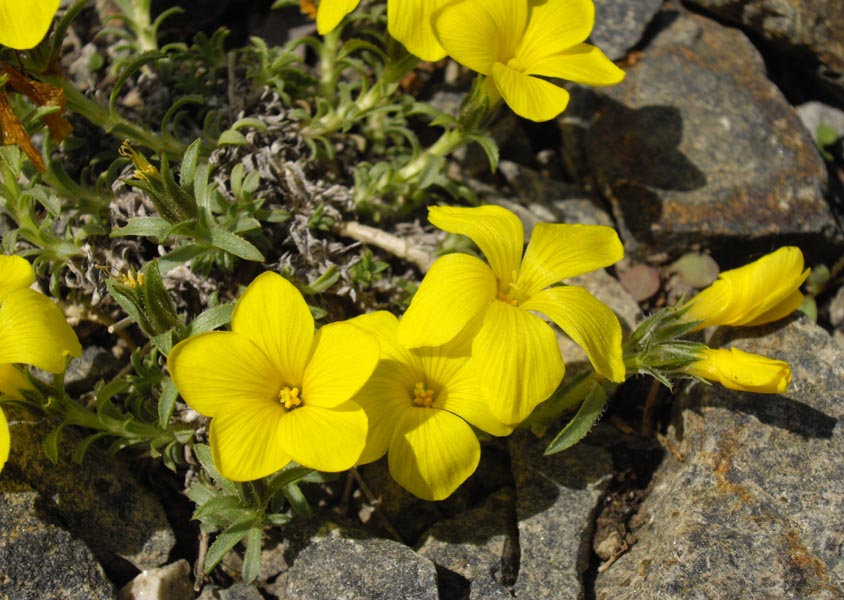